# Ганс Струкнес
Ганс Струкнес (норв. Hans Struksnæs, 24 квітня 1902 — 25 квітня 1983) — норвезький яхтсмен.
Срібний призер Олімпійських Ігор 1936 року в класі 8 метрів.